# Ciudad Perico
Ciudad Perico is een plaats in het Argentijnse bestuurlijke gebied El Carmen in de provincie Jujuy. De plaats telt 36.320 inwoners.